# Mezinárodní měnový fond
Mezinárodní měnový fond (zkráceně MMF, anglicky: International Monetary Fund, zkratka IMF) je mezinárodní organizace přidružená k OSN, jež si klade za cíl usnadňovat mezinárodní měnovou spolupráci, podporovat stabilitu směnných kurzů a prostřednictvím půjček podporovat státy, jež zažívají hospodářské potíže. Byl založen v červenci 1944 a má v současnosti 190 členských států (z členů OSN do něj z různých důvodů nepatří jen Kuba, Lichtenštejnsko, Monako, a Severní Korea). Hlavní sídlo MMF se nachází ve Washingtonu D.C.

## Vznik MMF
K založení Mezinárodního měnového fondu vedl především vývoj mezinárodní měnové soustavy po první světové válce, protože během světové hospodářské krize došlo v 30. letech 20. století ke zrušení zlaté měnové soustavy. Už koncem 30. let byl vznesen návrh na založení organizace, jež by vytvořila globální ekonomický systém, který by byl schopný čelit i velkým ekonomickým depresím.
Prakticky však k tomu bylo možno přistoupit až v rámci přípravy poválečného uspořádání světa a systému nových organizací pro mezinárodní spolupráci v čele s OSN. Mezinárodní měnový fond, na jehož přípravě se podílela i exilová vláda ČSR, byl založen 22. července 1944 schválením Článků dohody (Articles of Agreement) na Měnové a finanční konferenci v Bretton Woods v americkém státě New Hampshire. 27. prosince 1945 Články dohody podepsalo 29 vlád včetně československé, čímž tento základní dokument upravující poslání a fungování fondu vstoupil v platnost. Samotná organizace vznikla (současně se svou sesterskou organizací Světovou bankou) v květnu 1946 jako součást poválečných rekonstrukcí, finanční operace Fondu byly zahájeny 1. března 1947. Československu bylo členství ukončeno v roce 1954 jako důsledek provedení neohlášené měnové reformy z roku 1953; jeho členství v MMF pak bylo obnoveno až roku 1990.

## Cíle
Základní cíle Fondu definované ve Článcích dohody jsou:
- podporovat mezinárodní měnovou spolupráci
- usnadňovat rozšiřování a vyvážený růst mezinárodního obchodu
- podporovat devizovou stabilitu
- napomáhat vytváření mnohostranných platebních systémů
- dočasně zpřístupňovat své zdroje členům majícím potíže s platební bilancí
- zkrátit trvání a zmírnit stupeň nerovnováhy v mezinárodních platebních bilancích členů.

Prvotním úkolem MMF bylo dohlížet a řídit systém pevných devizových kursů, kdy se hodnota všech světových měn vztahovala ke zlatu a americkému dolaru. Americká vláda ustanovila hodnotu jedné unce zlata na 35 dolarů. Tento systém se stal základem mezinárodního obchodu považovaného za motor ekonomického růstu a prosperity. Druhým základním úkolem MMF bylo poskytování krátkodobé finanční podpory zemím, které vyčerpaly své zahraniční měnové rezervy a ocitly se v potížích.
V roce 1971 zrušily USA (mezi jinými i v souvislosti s válkou ve Vietnamu) volnou směnitelnost dolaru a systém, který se o ni opíral, se rozpadl. Vytvořen byl systém volně pohyblivých měnových kurzů členských zemí MMF (tzv. floating), v němž je hodnota jednotlivých měn určována trhem nebo zásahy jednotlivých vlád.
Po těchto změnách začínala existence MMF postupně ztrácet smysl, ale Fond byl přesto zachován jako konzultační, poradenský a dozorový orgán poskytující krátkodobé půjčky.
Postupně byly zapojovány další typy úvěrů:
- úvěr ke stabilizačnímu financování výkyvů ve vývozu (Compensatory Financing of Export Fluctuations)
- úvěr k financování výkyvů v nárazníkových zásobách surovin (Buffer Stock Financing)
- úvěr k financování devizových následků růstu dovozních cen ropy (Oil Facility)
- doplňková finanční facilita (Supplementary Financial Facility, vytvořená z dalších příspěvků členských zemí v r. 1977).

Od r. 1993 pak funguje STF (Systemic Transformation Facility) pro pomoc postkomunistickým zemím. Od svého vzniku zaplatila Česká republika MMF více než 50 miliard korun.

## Politika
Hlavní rozhodnutí vyžadují 85% většinu. Po celou historii MMF tak nelze bez souhlasu Spojených států amerických rozhodnout.
Jednou z hlavních aktivit MMF je dohled na mezinárodní finanční systém. Tato činnost (nazývá se „surveillance“, čili dozor nad finanční politikou členských států) je vykonávána hlavně formou pravidelné konzultace se zástupci jednotlivých členských států. MMF podle nich následně posuzuje podmínky, za kterých je měna toho kterého státu kupována či prodávána. Konzultace se provádí zpravidla jednou ročně a hodnotí i to, nakolik se členské státy řídí doporučeními MMF.
MMF je většinou spojován s obrovskými půjčkami zemím nacházejícím se v hospodářských krizích nebo na jejich počátku. V polovině devadesátých let poskytl Mexiku půjčku 18 miliard dolarů a Rusku více než 6,2 miliard dolarů a v červnu 1998 se zavázal k půjčce ve výši 35 miliard dolarů Indonésii, Koreji a Thajsku. Následně podpořil 20,4 miliardami dolarů hospodářský program Ruska pro rok 1998.
Fond své půjčky podmiňuje opatřeními na zlepšení platební bilance jednotlivých států, které mají zajistit návratnost půjček pro MMF.
Střednědobé půjčky jsou podmíněny tzv. Programy strukturálních úprav (Structural Adjustment Policies, SAPs), které mají za hlavní cíl privatizaci veřejných služeb. Požadovaná deregulace zahrnuje eliminaci omezení na finanční transakce a investice. MMF se prostřednictvím SAPs snaží integrovat zemi do světového obchodu a to např. tím, že ji stimuluje ke zvýšení exportu, zvyšování finanční podpory a snižováním daní zahraničním investorům a konečně také k odbourání veškerých bariér omezujících světový obchod (např. ochranných cel).

## Organizační struktura
Sbor guvernérů (Board of Governors) je vrcholným orgánem MMF zastupujícím jednotlivé členské země, dalším organizačním stupněm je stejný počet jejich zástupců. Guvernéři a jejich zástupci bývají většinou ministry financí či řediteli centrálních bank jednotlivých států. Sbor guvernérů je oprávněný přijímat nové členy MMF, určovat výši členských kvot (objem kapitálu, který musí každá členská země každoročně zaplatit) a přidělovat SDR (zvláštní práva čerpání, viz dále). Sbor guvernérů se schází během výročních setkání MMF, zpravidla jednou ročně.
Vnitřní výbor (Interim Committee), složený z 24 guvernérů, funguje jako poradní orgán Sboru guvernérů.
Výkonný sbor (Executive Board/Board of Directors), se skládá z 24 zvolených nebo dosazených výkonných ředitelů. Osm členských států (Čína, Francie, Německo, Japonsko, Rusko, Saúdská Arábie, Velká Británie a USA) má právo na jednoho výkonného ředitele, dalších 16 ředitelů zastupuje jednotlivé skupiny států. Výkonný sbor je zodpovědný za záležitosti jednotlivých států (hodnocení vývoje jejich hospodářství, prosazování politiky doporučené MMF apod.) a schází se alespoň třikrát týdně.
Výbor pro rozvoj (Development Committee) je společným orgánem MMF a Světové banky. Zabývá se situací v rozvojových zemích a tvoří jej 24 členů, zpravidla se jedná o ministry financí či rozvoje členských států.
Generální ředitel MMF je volen Výkonným výborem na pětileté funkční období. Účastní se setkání Sboru guvernérů, Vnitřního výboru a Výboru pro rozvoj a dohlíží na zhruba 2700 zaměstnanců této organizace. MMF má pověst vysoce centralizované a hierarchické instituce, kde má ředitel nezanedbatelný vliv na politiku, programy a vlastní činnost organizace.
Podle nepsaného pravidla je ředitel MMF Evropan a ředitel Světové banky občan USA.

### Generální ředitelé
| květen 1946 – 6. května 1951        | Camille Gutt              | Belgie    |
| srpen 1951 – říjen 1956             | Ivar Rooth                | Švédsko   |
| prosinec 1956 – 5. května 1963      | Per Jacobsson             | Švédsko   |
| 1. září 1963 – 1. září 1973         | Pierre-Paul Schweitzer    | Francie   |
| 1. září 1973 – 17. června 1978      | Johannes Witteveen        | Nizozemí  |
| 17. června 1978 – 16. ledna 1987    | Jacques de Larosière      | Francie   |
| 16. ledna 1987 – 14. února 2000     | Michel Camdessus          | Francie   |
| 1. května 2000 – 4. března 2004     | Horst Köhler              | Německo   |
| 4. března 2004 – 4. května 2004     | Anne Krueger, zastupující | USA       |
| 4. května 2004 – 31. října 2007     | Rodrigo de Rato           | Španělsko |
| 1. listopadu 2007 – 18. května 2011 | Dominique Strauss-Kahn    | Francie   |
| 18. května 2011 – 5. července 2011  | John Lipsky, zastupující  | USA       |
| 5. července 2011 – 1. října 2019    | Christine Lagardeová      | Francie   |
| od 1. října 2019                    | Kristalina Georgievová    | Bulharsko |

### Hlavní ekonomové
Hlavní ekonom vede výzkumnou divizi MMF a je „vyšším úředníkem“ MMF.

#### Seznam hlavních ekonomů
| Období | Data                             | Jméno                     | Občanství                                 |
| ------ | -------------------------------- | ------------------------- | ----------------------------------------- |
| 1      | 1946–1958                        | Edward Bernstein          | Spojené státy americké                    |
| 2      | 1958–1980                        | Jacques Polak             | Nizozemsko                                |
| 3      | 1980–1987                        | William Hood              | Kanada                                    |
| 4      | 1987–1991                        | Jacob Frenkel             | Izrael                                    |
| 5      | srpen 1991 – 29. června 2001     | Michael Mussa             | Spojené státy americké                    |
| 6      | srpen 2001 – září 2003           | Kenneth Rogoff            | Spojené státy americké                    |
| 7      | září 2003 – leden 2007           | Raghuram Rajan            | Indie                                     |
| 8      | březen 2007 – 31. srpna 2008     | Simon Johnson             | Spojené království Spojené státy americké |
| 9      | 1. září 2008 – 8. září 2015      | Olivier Blanchard         | Francie                                   |
| 10     | 8. září 2015 – 31. prosince 2018 | Maurice Obstfeld          | Spojené státy americké                    |
| 11     | 1. ledna 2019 – 21. ledna 2022   | Gita Gopinathová          | Spojené státy americké                    |
| 12     | 24. ledna 2022 – dosud           | Pierre-Olivier Gourinchas | Francie                                   |

### Zvláštní práva čerpání
Zvláštní práva čerpání (Special Drawing Rights, SDR) jsou jednotnou měnou užívanou v rámci MMF (kromě Fondu jsou SDR užívána i v soukromém sektoru při složitějších transakcích). SDR tvoří hlavní rezervní aktivum MMF a odvozují se od průměrné hodnoty měn USA, Německa, Japonska, Francie a Velké Británie – zemí nejvíce zapojených do globálního obchodního systému. MMF přiděluje SDR svým členům na základě výše jejich členských kvót. Členské kvóty tvoří základ celkového finančního obnosu, ze kterého MMF poskytuje půjčky jednotlivým zemím, a určují výši půjček pro jednotlivé země. Čím větší jsou příspěvky jednotlivých zemí, tím více si v době nouze mohou půjčovat. Výše kvót se pro každý členský stát určuje na základě jednotlivých ekonomických ukazatelů zahrnujících výši národního důchodu, rezerv a účast národní měny v mezinárodním obchodě. SDR jsou nekrytou měnou.

## Kritika

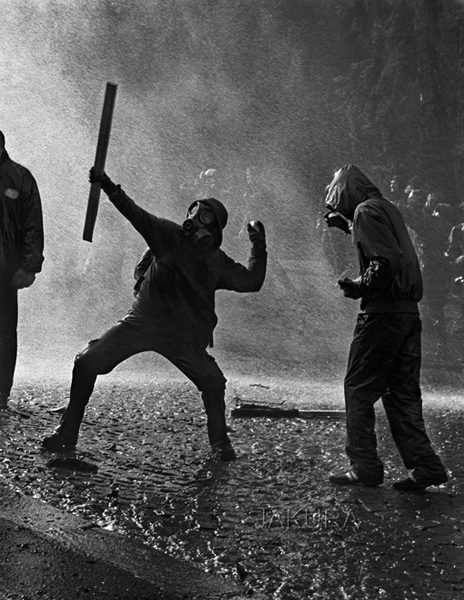
Jaroslav Kučera: Kameny a násilím proti globalizaci, Praha, Lumírova ulice, 2000, vítěz Czech Press Photo

Podle ekonoma Petra Macha "MMF nadělal za poslední desetiletí ve světě mnoho škody, když propagoval režimy fixních kurzů, které uvrhávaly jednu zemi za druhou do měnových krizí. Těmto zemím pak MMF půjčoval peníze na nesmyslné udržování neudržitelných kurzů jednotlivých měn k dolaru. Dnes slouží jako nástroj Evropské unie k obcházení vlastních pravidel a ke skrytému sanování eurozóny mimo legitimní rozhodování parlamentů."

### Přezdívky
V některých zemích třetího světa je Mezinárodní měnový fond přezdíván "Institut bídy a hladomoru" ("Institute for Misery and Famine"). Existují však i další nelichotivé interpretace "IMF": "Imposing Misery and Famine", "Inflation, Misery and Famine", či "International Misery and Famine". V roce 1998 se v médiích objevila i další interpretace zkratky - "It’s Mostly Fiscal/It’s Mainly Fiscal". Velmi nelichotivá interpretace - "International Mother Fuckers" - byla poprvé otištěna v novinách v roce 1997, ale do obecného povědomí se pravděpodobně dostala mnohem dříve.